# アックアヴィーヴァ
アックアヴィーヴァ（イタリア語: Acquaviva）は、サンマリノのカステッロ（コムーネ）。面積4.86平方キロ、人口1812人（2006年）。

## 地理
サンマリノのボルゴ・マッジョーレとサンマリノ市、それにイタリアのサン・レーオとヴェルッキオに隣接する。

## 歴史
地元では重要な水源があることからこの名がついた。

## 教区
グアルディッチョーロ (Gualdicciolo) とラ・セーラ (La Serra) の2教区が置かれている。
座標: 北緯43度56分44.52秒 東経12度25分6.48秒 / 北緯43.9457000度 東経12.4184667度